# Yaroslav Podlesnykh
Yaroslav Igorevich Podlesnykh (russo:  Ярослав Игоревич Подлесных; IPA: [ɪ̯ɪrɐˈsɫaf pɐˈdlʲesnɨx]; Piatigorsk, 3 de setembro de 1994) é um jogador de voleibol russo que atua na posição de ponteiro.

## Carreira
Podlesnykh integrou a equipe de voleibol do Comitê Olímpico Russo nos Jogos Olímpicos de Verão de 2020 em Tóquio, quando conquistou a medalha de prata após confronto com a equipe francesa na final.

## Títulos
Dínamo Moscou
- Taça CEV: 2020-21

- Campeonato Russo: 2020-21, 2021-22

- Copa da Rússia: 2020

- Supercopa Russa: 2021, 2022